# Abu Thabit Amir
Abu Thabit Amir (arabisch أبو ثابت عامر, DMG Abū Ṯābit ʿĀmir; † 1308) war von 1307 bis 1308 der fünfte Sultan der Meriniden in Marokko.
Abu Thabit Amir trat die Nachfolge seines Großvaters Abu Yaqub Yusuf (1286–1307) an, konnte aber an dessen Erfolge nicht anknüpfen. So musste er sich aus dem Abdalwadidenreich zurückziehen und die langjährige Belagerung von Tlemcen aufheben. Außerdem brachen heftige Machtkämpfe innerhalb des Merinidenclans aus, denen Abu Thabit Amir nach kurzer Regierung zum Opfer fiel. Allerdings wurde die wirtschaftliche und kulturelle Entwicklung des Reiches durch die internen Konflikte kaum beeinträchtigt. Nachfolger wurden sein Bruder Abu Rabia (1308–1310) und Abu Said Utman II. (1310–1331).